# 稲田堤
稲田堤（いなだづつみ）は、神奈川県川崎市多摩区のJR東日本南武線稲田堤駅、京王電鉄相模原線京王稲田堤駅周辺を指す地域名。登戸や向ヶ丘遊園とともに多摩区を代表する街である。ひばりヶ丘、東小金井、飛田給とともに東京駅から約25km、新宿から約18kmに位置する。
町名としては同駅が所在する菅稲田堤（すげいなだづつみ）一 - 三丁目がある。

## 由来
同地一帯は元旧橘樹郡稲田村大字菅（すげ）であった。1898年（明治31年）、日清戦争戦勝記念として、稲田村が多摩川右岸堤防に桜を植えて評判となり、桜の名所として稲田堤の呼び名が生じた。1927年（昭和2年）に2021年現在の稲田堤駅である南武鉄道線稲田堤停留場が開業して地域名として定着した。
稲田村は稲田町を経て1938年（昭和13年）に川崎市と合併した。同地域周辺は大字菅のままであったが、1984年（昭和59年）、住居表示実施により菅から分離し独立し、稲田堤駅を一丁目1-1として菅稲田堤の町名が誕生した。1971年（昭和46年）に開業した京王電鉄相模原線京王稲田堤駅は旧来の大字名を継承した菅四丁目1-1とされた。

## 地域
- 旧橘樹郡稲田村大字菅の区域に含まれる現行町名は次のとおり。
  - 菅一 - 六丁目
  - 菅稲田堤一 - 三丁目
  - 菅北浦一 - 五丁目
  - 菅野戸呂
  - 菅仙谷一 - 四丁目
  - 菅馬場一 - 四丁目
  - 菅城下
  - 寺尾台：1970年（昭和45年）に、区画整理により生田の一部を併せて分離された。
※ 「稲田堤」地域として地元で認知される範囲は菅、菅稲田堤、菅北浦、菅野戸呂を中心とし、寺尾台をはじめ菅馬場などは最寄り駅を小田急小田原線読売ランド前駅とする生田地域として認知される。
- 1931年（昭和6年）にレコード化された歌謡曲『丘を越えて』の曲は、古賀政男が稲田堤の桜見物に来たことをきっかけに生まれたもので、同名の菓子も存在する[1]。
- 多摩川梨とも呼ばれる長十郎種のナシと、のらぼう菜と呼ばれるセイヨウアブラナの産地である。
- 菅仙谷には多摩丘陵の南山から続く里山が残っている。

### 地価
住宅地の地価は、2014年（平成26年）1月1日の公示地価によれば、菅稲田堤三丁目5-35の地点で22万9000円/m2となっている。

## 施設
- 川崎市多摩区役所菅連絡所（菅三丁目）
- 稲田公園（菅稲田堤二丁目）
- 小沢城址（菅仙谷一丁目）
- 生田スタジオ（菅仙谷三丁目）
- 川崎市農業技術支援センター（旧:川崎市フルーツパーク）（菅仙谷三丁目）
- 川崎市多摩スポーツセンター（菅北浦四丁目）
- 神奈川県立菅高等学校（菅馬場四丁目）
- 川崎市立菅中学校（菅城下）
- 川崎市立南菅中学校（菅馬場四丁目）
- 川崎市立菅小学校（菅二丁目）
- 川崎市立東菅小学校(菅馬場二丁目）
- 川崎市立南菅小学校（菅馬場三丁目）
- 川崎市立西菅小学校（菅北浦四丁目）
- 多摩川稲田堤桜之碑（菅野戸呂）
- 稲田堤郵便局（菅一丁目）

### 主な店舗
- fuji稲田堤店（菅三丁目）
- 京王ストア稲田堤店（菅二丁目）
- ゆりストア星ヶ丘店（菅北浦四丁目）
- コープかながわ菅店（菅五丁目）
- 横浜銀行稲田堤支店(菅稲田堤一丁目）
- 川崎信用金庫稲田堤支店（菅一丁目）
- おかしのまちおか稲田堤店（菅一丁目）

### 神社・仏閣
菅地区は古い寺社が多数ある。
- 寿福寺
- 薬師堂（9月の第2日曜日の「菅の獅子舞」は、神奈川県無形民俗文化財に指定されている）
- 子之神社
- 八雲神社
- 玉林寺
- 菅の六地蔵

## 交通
- 鉄道
  - JR東日本
南武線：稲田堤駅
  - 京王電鉄
相模原線：京王稲田堤駅
- 道路
  - 神奈川県道・東京都道9号川崎府中線 （府中街道）
  - 川崎市主要地方道幸多摩線（多摩沿線道路）